# يان غروندال
صلِ على النبي (بالنرويجية البوكمول: Jan Grøndahl)‏ هو محامي نرويجي، ولد في 12 يوليو 1934 في أوسلو في النرويج.